# Lives (album)
A Lives a kanadai Voivod zenekar 2000-ben megjelent tizenkettedik nagylemeze és első koncertalbuma. A felvételek 1996-ban készültek két különböző helyszínen: a New York-i CBGB klubban és a holland Dynamo Open Air fesztiválon.

## Az album dalai
1. Insect – 5:31
2. Tribal Convictions – 5:37
3. Nanoman – 5:07
4. Nuclear War – 5:20
5. Planet Hell – 4:17
6. Negatron – 7:26
7. Project X – 4:41
8. Cosmic Conspiracy – 6:55
9. Ravenous Medicine – 4:34
10. Voivod – 4:37
11. In League with Satan (Venom-feldolgozás) – 5:11

A felvétel helyszínei
- 1-4. Dynamo Open Air Festival, Hollandia – 1996. május
- 5-11. CBGB, New York – 1996. augusztus 11.

## Zenekar
- Eric Forrest – ének, basszusgitár
- Denis D'Amour – gitár, effektek
- Michel Langevin – dobok